# Kim Jong-il
Kim Jong-il of Kim Chŏngil (Hangul: 김정일; Hanja: 金正日; Vjatskoje, 16 februari 1942 (Juche 31) – omgeving van Pyongyang, 17 december 2011 (Juche 99)), tijdens zijn jeugd bekend als Joeri Irsenovitsj Kim (Russisch: Юрий Ирсенович Ким), was van 1994 tot zijn overlijden in 2011 de leider van Noord-Korea. Hij was voorzitter van de Nationale Defensiecommissie, secretaris-generaal van de Koreaanse Arbeiderspartij en opperbevelhebber van het Koreaanse Volksleger. In al deze functies was hij de opvolger van zijn vader, Kim Il-sung.
Kim Jong-il werd in Noord-Korea veelal aangeduid als "de Geliefde Leider", ter onderscheiding van zijn vader, die "de Grote Leider" genoemd werd. Ook "de Generaal" was een veelgebruikte titel. Bijzonder is dat Kim de eerste leider ooit in de gehele communistische wereld was die zijn vader opvolgde als leider van het land.

## Levensloop
De meeste historici in het buitenland menen dat Kim Jong-il in 1941 geboren werd in een legerkamp vlak bij de stad Chabarovsk in het Russische Verre Oosten. Zijn vader Kim Il-sung was een belangrijk figuur onder de Koreaanse revolutionaire strijders die naar Rusland verbannen of gevlucht waren. De moeder van Kim was Kim Il-sungs eerste vrouw, Kim Jong-suk.
De Noord-Koreaanse autoriteiten houden er een geheel andere lezing op na. De staat zegt dat Kim in 1942 werd geboren op 152 m hoogte op de flanken van Korea's hoogste berg, de (vulkaan) Paektu. Voorafgaande aan zijn geboorte zou er een zwaluw reeds al zingend voorspeld hebben dat de Grote Leider eraan kwam. Daarnaast zou er bij zijn geboorte een dubbele regenboog boven de stad zijn verschenen en gingen in heel het land, midden in de winter, de bloemen bloeien. Naar aanleiding van zijn geboorte zou ook een nieuwe ster aan de hemel zijn verschenen.
Toen de Tweede Wereldoorlog in 1945 eindigde, was de jonge Kim drie jaar oud. Zijn vader keerde in september van dat jaar naar Pyongyang terug en hij volgde een tijd later met de rest van zijn gezin. Een tijdlang woonden ze in de hoofdstad, waar in 1947 zijn jongere broer Shura Kim door verdrinking omkwam en in 1949 zijn moeder Jong-suk in het kraambed overleed.
Wat betreft zijn opleiding zijn er weer verschillen tussen de lezing van de Koreaanse autoriteiten en de algemeen aangenomen lezing van historici. Waar men in Noord-Korea leert dat Kim in Pyongyang naar school ging, wordt in het buitenland aangenomen dat zijn vader hem tijdens de Koreaanse Oorlog naar het veilige China stuurde om daar onderwijs te volgen. Daarna zou hij aan de Kim Il-sung-Universiteit politieke economie gestudeerd hebben. Toen hij daar in 1964 summa cum laude afstudeerde, zat zijn vader al stevig in het zadel als de Grote Leider van het land. Later zou Kim ook nog op Malta Engels hebben gestudeerd.
De jonge Kim maakte snel carrière bij de Koreaanse arbeiderspartij, waar hij onder meer werkte bij het politbureau van de partij. Zijn vader was ondertussen hertrouwd en had een tweede zoon gekregen. Lange tijd bestond er grote rivaliteit tussen Kim Jong-il en zijn halfbroer Kim Pyong-il. Uiteindelijk is de strijd in het voordeel van Kim Jong-il beslecht en is Kim Pyong-il "weggepromoveerd" naar ambassades in het buitenland. Sinds 2015 is Pyong-il ambassadeur voor Noord-Korea in Tsjechië, daarvoor was hij zeventien jaar ambassadeur in Polen.
Kim Jong-il steeg ondertussen verder in rang, waarbij hij onder meer minister van Cultuur werd. In 1977 werd Kim Jong-il aangewezen als opvolger van zijn vader. Toen in 1980 het zesde partijcongres werd gehouden, had Kim Jong-il zijn positie als leider van de arbeiderspartij stevig in handen, met belangrijke posten in het secretariaat en het politbureau van de partij.
Vanaf het begin van de jaren 80 begon de overheid een persoonlijkheidscultus op te bouwen rond de "Geliefde Leider" en langzamerhand werd hij een zeer machtig persoon in het land.
Hoewel hij nooit in het leger heeft gezeten, werd hij in 1991 benoemd tot hoogste officier van het leger. In 1992 verklaarde zijn vader dat Kim de leiding had over alle binnenlandse aangelegenheden.

### Stamboom
|                        |                        |                        |                        |                        |                        |  |  |                      |                      |                      |                      |                      |                      |  |  |                       |                       |                       |                       |                       |                       |                     |                     |                        |                        |                        |                        | Kim Bo-hyon 1871–1955   |                         |                         |                         |                         |                         |                       |                       |                        |                        |                        |                        |                           |                           |                           |                           |                           |                           |                   |                   |                       |                       |                       |                       |                       |                       |
|                        |                        |                        |                        |                        |                        |  |  |                      |                      |                      |                      |                      |                      |  |  |                       |                       |                       |                       |                       |                       |                     |                     |                        |                        |                        |                        |                         |                         |                         |                         |                         |                         |                       |                       |                        |                        |                        |                        |                           |                           |                           |                           |                           |                           |                   |                   |                       |                       |                       |                       |                       |                       |
|                        |                        |                        |                        |                        |                        |  |  |                      |                      |                      |                      |                      |                      |  |  |                       |                       |                       |                       |                       |                       |                     |                     |                        |                        |                        |                        | Kim Hyŏng-jik 1894–1926 | Kim Hyŏng-jik 1894–1926 | Kim Hyŏng-jik 1894–1926 | Kim Hyŏng-jik 1894–1926 | Kim Hyŏng-jik 1894–1926 | Kim Hyŏng-jik 1894–1926 |                       |                       | Kang Pan-sŏk 1892–1932 | Kang Pan-sŏk 1892–1932 | Kang Pan-sŏk 1892–1932 | Kang Pan-sŏk 1892–1932 | Kang Pan-sŏk 1892–1932    | Kang Pan-sŏk 1892–1932    |                           |                           |                           |                           |                   |                   |                       |                       |                       |                       |                       |                       |
|                        |                        |                        |                        |                        |                        |  |  |                      |                      |                      |                      |                      |                      |  |  |                       |                       |                       |                       |                       |                       |                     |                     |                        |                        |                        |                        | Kim Hyŏng-jik 1894–1926 | Kim Hyŏng-jik 1894–1926 | Kim Hyŏng-jik 1894–1926 | Kim Hyŏng-jik 1894–1926 | Kim Hyŏng-jik 1894–1926 | Kim Hyŏng-jik 1894–1926 |                       |                       | Kang Pan-sŏk 1892–1932 | Kang Pan-sŏk 1892–1932 | Kang Pan-sŏk 1892–1932 | Kang Pan-sŏk 1892–1932 | Kang Pan-sŏk 1892–1932    | Kang Pan-sŏk 1892–1932    |                           |                           |                           |                           |                   |                   |                       |                       |                       |                       |                       |                       |
|                        |                        |                        |                        |                        |                        |  |  |                      |                      |                      |                      |                      |                      |  |  |                       |                       |                       |                       |                       |                       |                     |                     |                        |                        |                        |                        |                         |                         |                         |                         |                         |                         |                       |                       |                        |                        |                        |                        |                           |                           |                           |                           |                           |                           |                   |                   |                       |                       |                       |                       |                       |                       |
|                        |                        |                        |                        |                        |                        |  |  |                      |                      |                      |                      |                      |                      |  |  |                       |                       |                       |                       |                       |                       |                     |                     |                        |                        |                        |                        |                         |                         |                         |                         |                         |                         |                       |                       |                        |                        |                        |                        |                           |                           |                           |                           |                           |                           |                   |                   |                       |                       |                       |                       |                       |                       |
|                        |                        |                        |                        |                        |                        |  |  |                      |                      |                      |                      |                      |                      |  |  |                       |                       |                       |                       |                       |                       |                     |                     | Kim Jong-suk 1919–1949 | Kim Jong-suk 1919–1949 | Kim Jong-suk 1919–1949 | Kim Jong-suk 1919–1949 | Kim Jong-suk 1919–1949  | Kim Jong-suk 1919–1949  |                         |                         | Kim Il-sung 1912–1994   | Kim Il-sung 1912–1994   | Kim Il-sung 1912–1994 | Kim Il-sung 1912–1994 | Kim Il-sung 1912–1994  | Kim Il-sung 1912–1994  |                        |                        | Kim Sŏng-ae 1924–2014     | Kim Sŏng-ae 1924–2014     | Kim Sŏng-ae 1924–2014     | Kim Sŏng-ae 1924–2014     | Kim Sŏng-ae 1924–2014     | Kim Sŏng-ae 1924–2014     |                   |                   | Kim Yong-ju 1920–2021 | Kim Yong-ju 1920–2021 | Kim Yong-ju 1920–2021 | Kim Yong-ju 1920–2021 | Kim Yong-ju 1920–2021 | Kim Yong-ju 1920–2021 |
|                        |                        |                        |                        |                        |                        |  |  |                      |                      |                      |                      |                      |                      |  |  |                       |                       |                       |                       |                       |                       |                     |                     | Kim Jong-suk 1919–1949 | Kim Jong-suk 1919–1949 | Kim Jong-suk 1919–1949 | Kim Jong-suk 1919–1949 | Kim Jong-suk 1919–1949  | Kim Jong-suk 1919–1949  |                         |                         | Kim Il-sung 1912–1994   | Kim Il-sung 1912–1994   | Kim Il-sung 1912–1994 | Kim Il-sung 1912–1994 | Kim Il-sung 1912–1994  | Kim Il-sung 1912–1994  |                        |                        | Kim Sŏng-ae 1924–2014     | Kim Sŏng-ae 1924–2014     | Kim Sŏng-ae 1924–2014     | Kim Sŏng-ae 1924–2014     | Kim Sŏng-ae 1924–2014     | Kim Sŏng-ae 1924–2014     |                   |                   | Kim Yong-ju 1920–2021 | Kim Yong-ju 1920–2021 | Kim Yong-ju 1920–2021 | Kim Yong-ju 1920–2021 | Kim Yong-ju 1920–2021 | Kim Yong-ju 1920–2021 |
|                        |                        |                        |                        |                        |                        |  |  |                      |                      |                      |                      |                      |                      |  |  |                       |                       |                       |                       |                       |                       |                     |                     |                        |                        |                        |                        |                         |                         |                         |                         |                         |                         |                       |                       |                        |                        |                        |                        |                           |                           |                           |                           |                           |                           |                   |                   |                       |                       |                       |                       |                       |                       |
|                        |                        |                        |                        |                        |                        |  |  |                      |                      |                      |                      |                      |                      |  |  |                       |                       |                       |                       |                       |                       |                     |                     |                        |                        |                        |                        |                         |                         |                         |                         |                         |                         |                       |                       |                        |                        |                        |                        |                           |                           |                           |                           |                           |                           |                   |                   |                       |                       |                       |                       |                       |                       |
| Song Hye-rim 1937–2002 | Song Hye-rim 1937–2002 | Song Hye-rim 1937–2002 | Song Hye-rim 1937–2002 | Song Hye-rim 1937–2002 | Song Hye-rim 1937–2002 |  |  | Kim Young-sook 1947– | Kim Young-sook 1947– | Kim Young-sook 1947– | Kim Young-sook 1947– | Kim Young-sook 1947– | Kim Young-sook 1947– |  |  | Kim Jong-il 1941–2011 | Kim Jong-il 1941–2011 | Kim Jong-il 1941–2011 | Kim Jong-il 1941–2011 | Kim Jong-il 1941–2011 | Kim Jong-il 1941–2011 |                     |                     | Ko Yong-hui 1952–2004  | Ko Yong-hui 1952–2004  | Ko Yong-hui 1952–2004  | Ko Yong-hui 1952–2004  | Ko Yong-hui 1952–2004   | Ko Yong-hui 1952–2004   |                         |                         | Kim Kyong-hui 1946–     | Kim Kyong-hui 1946–     | Kim Kyong-hui 1946–   | Kim Kyong-hui 1946–   | Kim Kyong-hui 1946–    | Kim Kyong-hui 1946–    |                        |                        | Jang Song-thaek 1946–2013 | Jang Song-thaek 1946–2013 | Jang Song-thaek 1946–2013 | Jang Song-thaek 1946–2013 | Jang Song-thaek 1946–2013 | Jang Song-thaek 1946–2013 |                   |                   | Kim Pyong-il 1954–    | Kim Pyong-il 1954–    | Kim Pyong-il 1954–    | Kim Pyong-il 1954–    | Kim Pyong-il 1954–    | Kim Pyong-il 1954–    |
| Song Hye-rim 1937–2002 | Song Hye-rim 1937–2002 | Song Hye-rim 1937–2002 | Song Hye-rim 1937–2002 | Song Hye-rim 1937–2002 | Song Hye-rim 1937–2002 |  |  | Kim Young-sook 1947– | Kim Young-sook 1947– | Kim Young-sook 1947– | Kim Young-sook 1947– | Kim Young-sook 1947– | Kim Young-sook 1947– |  |  | Kim Jong-il 1941–2011 | Kim Jong-il 1941–2011 | Kim Jong-il 1941–2011 | Kim Jong-il 1941–2011 | Kim Jong-il 1941–2011 | Kim Jong-il 1941–2011 |                     |                     | Ko Yong-hui 1952–2004  | Ko Yong-hui 1952–2004  | Ko Yong-hui 1952–2004  | Ko Yong-hui 1952–2004  | Ko Yong-hui 1952–2004   | Ko Yong-hui 1952–2004   |                         |                         | Kim Kyong-hui 1946–     | Kim Kyong-hui 1946–     | Kim Kyong-hui 1946–   | Kim Kyong-hui 1946–   | Kim Kyong-hui 1946–    | Kim Kyong-hui 1946–    |                        |                        | Jang Song-thaek 1946–2013 | Jang Song-thaek 1946–2013 | Jang Song-thaek 1946–2013 | Jang Song-thaek 1946–2013 | Jang Song-thaek 1946–2013 | Jang Song-thaek 1946–2013 |                   |                   | Kim Pyong-il 1954–    | Kim Pyong-il 1954–    | Kim Pyong-il 1954–    | Kim Pyong-il 1954–    | Kim Pyong-il 1954–    | Kim Pyong-il 1954–    |
|                        |                        |                        |                        |                        |                        |  |  |                      |                      |                      |                      |                      |                      |  |  |                       |                       |                       |                       |                       |                       |                     |                     |                        |                        |                        |                        |                         |                         |                         |                         |                         |                         |                       |                       |                        |                        |                        |                        |                           |                           |                           |                           |                           |                           |                   |                   |                       |                       |                       |                       |                       |                       |
|                        |                        |                        |                        |                        |                        |  |  |                      |                      |                      |                      |                      |                      |  |  |                       |                       |                       |                       |                       |                       |                     |                     |                        |                        |                        |                        |                         |                         |                         |                         |                         |                         |                       |                       |                        |                        |                        |                        |                           |                           |                           |                           |                           |                           |                   |                   |                       |                       |                       |                       |                       |                       |
| Kim Jong-nam 1971–2017 | Kim Jong-nam 1971–2017 | Kim Jong-nam 1971–2017 | Kim Jong-nam 1971–2017 | Kim Jong-nam 1971–2017 | Kim Jong-nam 1971–2017 |  |  | Kim Sol-song 1974–   | Kim Sol-song 1974–   | Kim Sol-song 1974–   | Kim Sol-song 1974–   | Kim Sol-song 1974–   | Kim Sol-song 1974–   |  |  |                       |                       | Kim Jong-chul 1981–   | Kim Jong-chul 1981–   | Kim Jong-chul 1981–   | Kim Jong-chul 1981–   | Kim Jong-chul 1981– | Kim Jong-chul 1981– |                        |                        | Kim Jong-un 1984–      | Kim Jong-un 1984–      | Kim Jong-un 1984–       | Kim Jong-un 1984–       | Kim Jong-un 1984–       | Kim Jong-un 1984–       |                         |                         | Ri Sol-ju ca. 1986–   | Ri Sol-ju ca. 1986–   | Ri Sol-ju ca. 1986–    | Ri Sol-ju ca. 1986–    | Ri Sol-ju ca. 1986–    | Ri Sol-ju ca. 1986–    |                           |                           | Kim Yo-jong 1987–         | Kim Yo-jong 1987–         | Kim Yo-jong 1987–         | Kim Yo-jong 1987–         | Kim Yo-jong 1987– | Kim Yo-jong 1987– |                       |                       |                       |                       |                       |                       |
| Kim Jong-nam 1971–2017 | Kim Jong-nam 1971–2017 | Kim Jong-nam 1971–2017 | Kim Jong-nam 1971–2017 | Kim Jong-nam 1971–2017 | Kim Jong-nam 1971–2017 |  |  | Kim Sol-song 1974–   | Kim Sol-song 1974–   | Kim Sol-song 1974–   | Kim Sol-song 1974–   | Kim Sol-song 1974–   | Kim Sol-song 1974–   |  |  |                       |                       | Kim Jong-chul 1981–   | Kim Jong-chul 1981–   | Kim Jong-chul 1981–   | Kim Jong-chul 1981–   | Kim Jong-chul 1981– | Kim Jong-chul 1981– |                        |                        | Kim Jong-un 1984–      | Kim Jong-un 1984–      | Kim Jong-un 1984–       | Kim Jong-un 1984–       | Kim Jong-un 1984–       | Kim Jong-un 1984–       |                         |                         | Ri Sol-ju ca. 1986–   | Ri Sol-ju ca. 1986–   | Ri Sol-ju ca. 1986–    | Ri Sol-ju ca. 1986–    | Ri Sol-ju ca. 1986–    | Ri Sol-ju ca. 1986–    |                           |                           | Kim Yo-jong 1987–         | Kim Yo-jong 1987–         | Kim Yo-jong 1987–         | Kim Yo-jong 1987–         | Kim Yo-jong 1987– | Kim Yo-jong 1987– |                       |                       |                       |                       |                       |                       |
|                        |                        |                        |                        |                        |                        |  |  |                      |                      |                      |                      |                      |                      |  |  |                       |                       |                       |                       |                       |                       |                     |                     |                        |                        |                        |                        |                         |                         |                         |                         |                         |                         |                       |                       |                        |                        |                        |                        |                           |                           |                           |                           |                           |                           |                   |                   |                       |                       |                       |                       |                       |                       |
| Kim Han-sol 1995–      | Kim Han-sol 1995–      | Kim Han-sol 1995–      | Kim Han-sol 1995–      | Kim Han-sol 1995–      | Kim Han-sol 1995–      |  |  |                      |                      |                      |                      |                      |                      |  |  |                       |                       |                       |                       |                       |                       |                     |                     |                        |                        |                        |                        |                         |                         | Kim Ju-ae ca. 2012–     | Kim Ju-ae ca. 2012–     | Kim Ju-ae ca. 2012–     | Kim Ju-ae ca. 2012–     | Kim Ju-ae ca. 2012–   | Kim Ju-ae ca. 2012–   |                        |                        |                        |                        |                           |                           |                           |                           |                           |                           |                   |                   |                       |                       |                       |                       |                       |                       |

## Overname van de macht

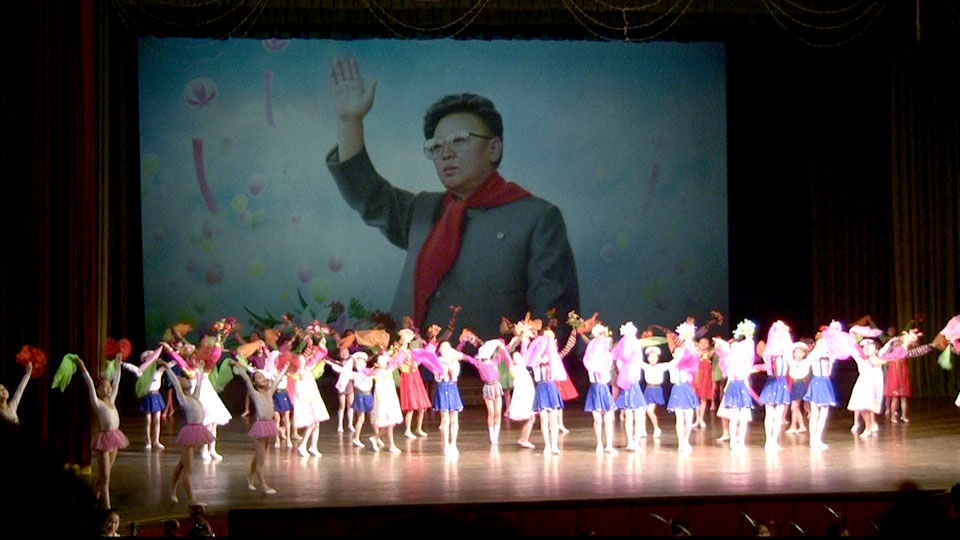
Kim Jong-il

Nadat zijn vader in 1994 op 82-jarige leeftijd was overleden, nam Kim Jong-il de leiding over het land, de partij en de overheid over. Hij werd echter niet tot president benoemd: zijn vader werd daarentegen benoemd tot "Eeuwig president van de Republiek". In 1998 werd door de autoriteiten de post van voorzitter van de Nationale Defensiecommissie de hoogste post van het land genoemd, waarmee Kim Jong-il feitelijk staatshoofd was geworden.
Het land beleefde ondertussen zware tijden. Door de ineenstorting van de Sovjet-Unie was het land een belangrijke bondgenoot kwijt en daarmee een leverancier van goedkope grondstoffen. De opkomst van de vrije markt in China betekende dat dit land steeds minder graag goedkoop met Noord-Korea wilde handelen. Dit betekende een ineenstorting van de Noord-Koreaanse economie. Het leidde tot een tekort aan voedsel en grondstoffen in het land. In 2000 kwamen er berichten over massale ernstige gevallen van hongersnood naar buiten; berichten die in de daaropvolgende jaren steeds weer opnieuw zouden opduiken.
Hoewel Kim Jong-il af en toe verklaarde dat hij economische hervormingen wilde doorvoeren zoals Deng Xiaoping, gebeurde er in het land vrijwel niets. De relatie met Zuid-Korea werd echter wel beter en in 2000 bezocht de Zuid-Koreaanse leider Kim Dae-jung het land. In de tijden erna zijn er wel kleine hervormingen doorgevoerd om de economie van het land weer op peil te krijgen.

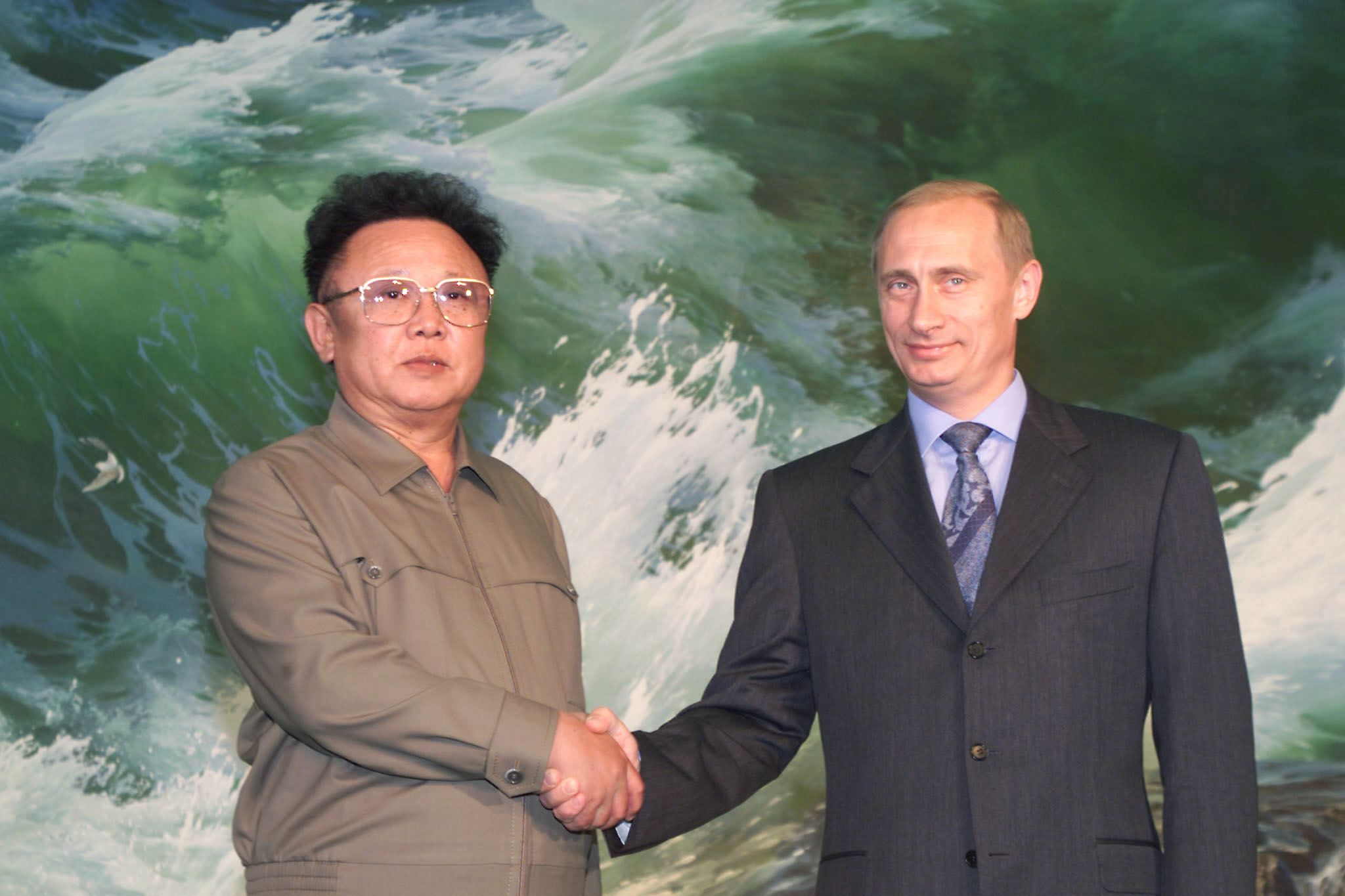
Kim Jong-il begroet Poetin

In dezelfde tijd ontstond er ook een licht verbeterde relatie met de Verenigde Staten: Madeleine Albright bezocht Kim in 2000 en besprak met hem vraagstukken over de nucleaire spanningen op het Koreaanse schiereiland. Kim beloofde van de ontwikkeling van kernwapens af te zien en de VS beloofden mee te betalen aan de bouw van een kerncentrale in het land. Zover is het echter nooit gekomen en na de verkiezing van George Bush als president van de VS is de relatie met dat land weer hard achteruitgegaan.
Ondanks deze binnenlandse en buitenlandse problemen zat Kim nog tot zijn overlijden stevig in het zadel. Zijn vader en hij hebben het land tot een "perfecte" dictatuur gemaakt, waarin oppositie vrijwel uitgesloten is. Hij werd opgevolgd door zijn jongste zoon, Kim Jong-un. Diens oudere broers Kim Jong-nam en Kim Jong-chul werden niet geschikt geacht.

## Titels van Kim
In de enorme persoonscultus die rond Kim heerst, heeft hij veel officiële bijnamen gekregen, een aantal daarvan zijn:
- Geliefde Leider
- De zoon van de 21e eeuw
- De redder van het vaderland
- De zon van het socialisme
- De onoverwinnelijke generaal
- De vader aller Koreanen
- De grootste man die ooit heeft geleefd
- Hij die verscheen uit het licht van zon en maan
- De grootste heerser van Korea
- Opperbevelhebber (postuum)

## Geruchten over ziekte en dood
"Kim Jong-il is in 2003 overleden aan suikerziekte", schreef Toshimitsu Shigemura - verbonden aan de prestigieuze Waseda-universiteit van Tokio - in zijn boek The True Character of Kim Jong-il. Als dat echt waar is, heeft een dubbelganger Vladimir Poetin en Hu Jintao ontvangen als staatshoofd, wordt daar in de berichtgeving op internet aan toegevoegd. Tegen een verslaggever van The Sunday Times zei Shigemura: "Medewetenschappers lachen me uit, maar leidende figuren bij inlichtingendiensten denken dat ik weleens gelijk kan hebben." In zijn boek schreef Shigemura ook dat een in Japan gemaakte stemanalyse van Kim Jong-il - tijdens een ontmoeting met de toenmalige Japanse premier Junichiro Koizumi in 2004 - niet conform een eerdere authentieke opname was. Zuid-Koreaanse experts zijn van mening dat Kims voorkomen is veranderd, maar dat zou komen door vermageringskuren en een gematigd alcoholgebruik. Anderen wijzen erop dat de Kim van voorheen cognac dronk en de latere rode wijn. Berichten als deze verschenen wereldwijd in de media.
In september 2008 staken geruchten de kop op dat Kim Jong-il ernstig ziek was. Hij was namelijk niet op een parade verschenen ter gelegenheid van de zestigste verjaardag van het land. Een Zuid-Koreaanse krant schreef dat hij op 22 augustus in elkaar was gezakt. Zuid-Koreaanse media meldden dat begin september 2008 vijf Chinese artsen naar Noord-Korea waren vertrokken. Kim zou lijden aan een hartkwaal en diabetes. De Zuid-Koreaanse regering beweerde na de geruchten, dat Kim een beroerte had gehad, maar Noord-Korea ontkende dat er iets aan de hand was.

## Overlijden
Op 17 december 2011 overleed Kim Jong-il aan een hartaanval tijdens een treinreis, zo maakte de Noord-Koreaanse staatsomroep op 19 december 2011 bekend. Enkele dagen na zijn dood werd door buitenlandse bronnen getwijfeld aan de doodsoorzaak en werd er bericht dat hij mogelijk thuis was overleden aan de gevolgen van een slepende ziekte. Op 28 december, na drie dagen nationale rouw, werd hij met veel ceremonieel begraven, gadegeslagen door ogenschijnlijk sterk geëmotioneerde burgers langs de stoet. Op deze dag lag het openbare leven in heel het land plat tijdens drie minuten stilte.
Staatsmedia kondigden aan dat het lichaam van Kim permanent opgebaard zal worden in het Kumsusan-mausoleum in Pyongyang, naast dat van zijn vader. Ook zouden er herdenkingstorens voor Kim Jong-il worden gebouwd en wordt zijn verjaardag, 16 februari, omgedoopt tot 'Dag van de Schijnende Ster'.
Op 15 februari 2012 kreeg hij postuum de eretitel 'Opperbevelhebber'. De officiële verklaring was dat hij het leger van zijn land "langs het pad van overwinning en glorie" had geleid. Ook heeft hij "een onsterfelijke bijdrage geleverd aan de wereldvrede en stabiliteit", aldus het staatspersbureau KCNA. Op 12 april 2012 werd Kim uitgeroepen tot "eeuwig algemeen secretaris van de Arbeiderspartij".
- Bibsys: 90818561
- Biblioteca Nacional de España: XX987287
- Bibliothèque nationale de France: cb120542589 (data)
- Catàleg d'autoritats de noms i títols de Catalunya: 981059271905006706
- CiNii: DA00507170
- Gemeinsame Normdatei: 11883536X
- International Standard Name Identifier: 0000 0001 0906 8296
- Library of Congress Control Number: nr97032952
- Nationale Bibliotheek van Letland: 000125842
- MusicBrainz: 84476098-f370-412f-bc11-6ee2d10e7177
- Bibliotheek van het Japanse parlement: 00275626
- Nationale Bibliotheek van Tsjechië: jn19981001626
- Nationale bibliotheek van Australië: 35056185
- Nationale Bibliotheek van Israël: 987007570663905171
- Nationale Bibliotheek van Polen: a0000001225863
- Nationale en Universitaire bibliotheek Zagreb: 000003208
- Nederlandse Thesaurus van Auteursnamen: 069847541
- Réseau des bibliothèques de Suisse occidentale: 02-A000098270
- LIBRIS: 193504
- Système universitaire de documentation: 028776240
- Trove: 1477126
- Virtual International Authority File: 56628926
- WorldCat: E39PBJhmKT9wFVKBDKBK9TBByd